# Shinobu Ōno
Shinobu Ōno  (大野 忍?, Ōno Shinobu), indicata anche con la grafia Shinobu Ohno, (Zama, 23 gennaio 1984) è un'allenatrice di calcio, dirigente sportivo ed ex calciatrice giapponese, di ruolo attaccante, Young Player Development Coach dell'INAC Kobe Leonessa.
Con la maglia della nazionale giapponese ha conquistato il Mondiale di Germania 2011, la medaglia d'argento al torneo femminile delle Olimpiadi di Londra 2012 e raggiunto la finale di Mondiale di Canada 2015.

## Carriera

### Giocatrice

#### Club

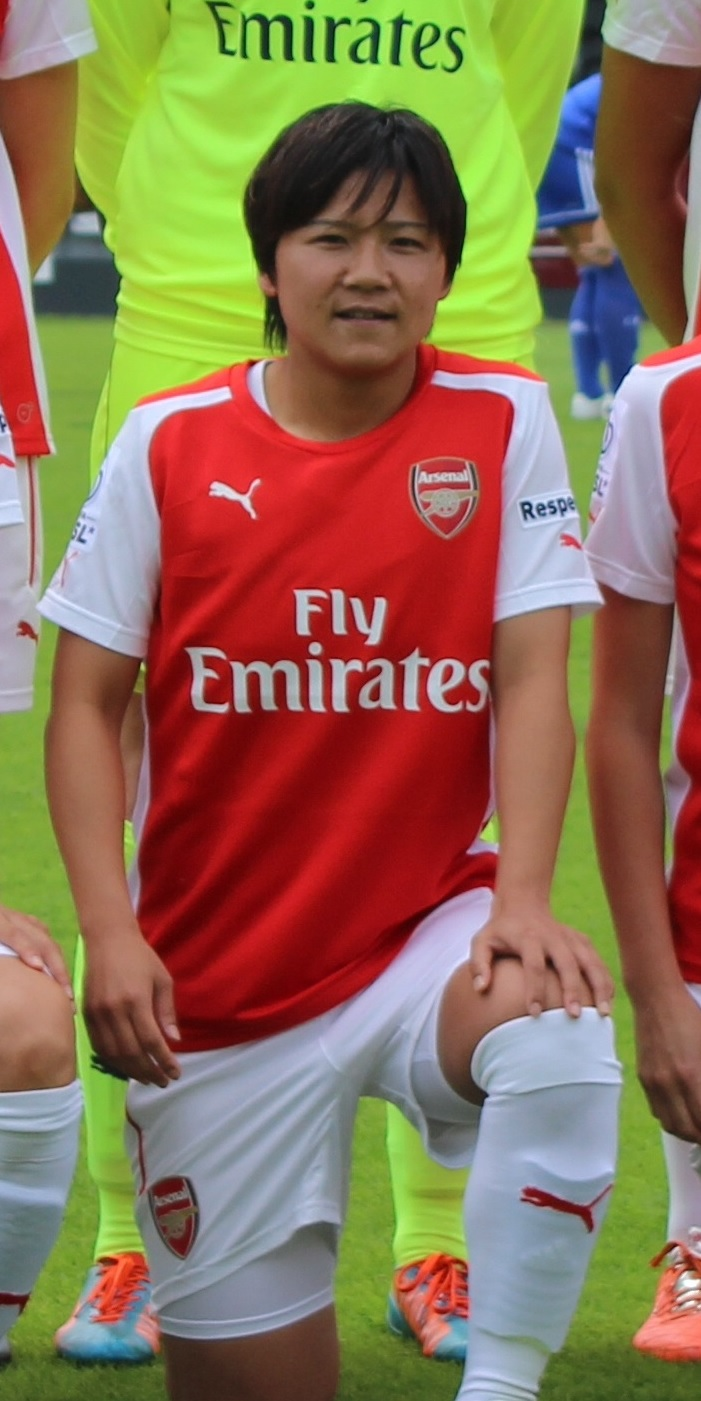
Ōno con la maglia dell' nel 2014.

Inizia la carriera nelle giovanili dell'NTV Beleza, giocando prima nella formazione Under-18 per poi essere inserita in rosa dal 2000 nella formazione titolare. Con l'NTV Beleza gioca dieci stagioni durante le quali conquista il titolo di Campione del Giappone classificandosi al primo posto della Nadeshiko League Division 1, massimo livello del campionato giapponese femminile di calcio, sei Coppe dell'Imperatrice e due L. League Cup.
Nel 2011 decide di sottoscrivere un contratto con l'INAC Kobe Leonessa dove rimane per due stagioni vincendo il campionato e la Coppa dell'Imperatrice in entrambi i tornei.
Dal 2013 decide di intraprendere una parentesi professionale all'estero, accordandosi prima con il Olympique Lione per giocare in Francia in Division 1 Féminine rimanendo una sola stagione, dove riesce a conquistare il suo primo titolo nazionale fuori del Giappone e una Coppa di Francia, per poi passare nel 2014 all'Arsenal per giocare nel campionato inglese femminile di calcio e in UEFA Women's Champions League, dove conquista una FA Women's Cup.
A fine anno considera conclusa la sua parentesi europea e ritorna in Giappone trovando un accordo nuovamente con l'INAC Kobe Leonessa.

#### Nazionale
Ōno inizia ad essere convocata dalla federazione calcistica del Giappone fin dal 1999, venendo inserita nella rosa della formazione Under-19 impegnata nel Mondiale di Giappone 2002. Viene impiegata in tutti i quattro incontri giocati dalla propria nazionale; nella fase a gironi contribuisce al passaggio del turno siglando la doppietta con cui il 22 agosto 2002 il Giappone supera per 2-1 le avversarie della Danimarca, segnando la sua terza rete ai quarti di finale aprendo le marcature al 44' sulla Germania che, dopo essere riuscita a pareggiare in zona Cesarini, conclude a suo favore per 2-1 l'incontro eliminandola dal torneo casalingo.
Passata alla nazionale maggiore, debutta il 12 gennaio 2003 nell'amichevole vinta per 1-0 che celebra il primo successo sugli Stati Uniti d'America.

### Allenatrice
Il 1º marzo 2020 viene annunciato che avrebbe iniziato la carriera come allenatrice, affidandole la panchina dell'INAC Tokyo, la squadra di sviluppo del suo vecchio club INAC Kobe Leonessa.
Con l'anno nuovo, con un comunicato del 12 gennaio 2021 viene annunciato la sua partenza dall'INAC Tokyo e il successivo 6 febbraio viene nominata allenatore dell'Omiya Ardija Ventus nella seconda edizione della Women Empowerment League, il nuovo primo livello del campionato professionistico nazionale. Qui rimane per due stagioni, portando la squadra al nono posto nel campionato 2020-2021 e al sesto in quello successivo.
A campionato concluso il 7 luglio 2023 viene reso noto il suo trasferimento sulla panchina dello Speranza Osaka Takatsuki mentre pochi mesi dopo, il 13 ottobre, viene annunciato che entrerà nello staff dirigenziale dello Speranza Osaka a partire dal 2024. Il 30 agosto 2024 lascia l'incarico di dirigente dello Speranza a metà stagione per diventare direttore generale, tuttavia dopo poco più di una settimana, il 9 settembre, viene annunciata la sua decisione di lasciare il club per assumere l'incarico di Young Player Development Coach dell'INAC Kobe Leonessa.

## Statistiche

### Cronologia presenze e reti in nazionale
| Cronologia completa delle presenze e delle reti in nazionale ― Giappone | Cronologia completa delle presenze e delle reti in nazionale ― Giappone | Cronologia completa delle presenze e delle reti in nazionale ― Giappone | Cronologia completa delle presenze e delle reti in nazionale ― Giappone | Cronologia completa delle presenze e delle reti in nazionale ― Giappone | Cronologia completa delle presenze e delle reti in nazionale ― Giappone | Cronologia completa delle presenze e delle reti in nazionale ― Giappone | Cronologia completa delle presenze e delle reti in nazionale ― Giappone |
| Data                                                                    | Città                                                                   | In casa                                                                 | Risultato                                                               | Ospiti                                                                  | Competizione                                                            | Reti                                                                    | Note                                                                    |
| ----------------------------------------------------------------------- | ----------------------------------------------------------------------- | ----------------------------------------------------------------------- | ----------------------------------------------------------------------- | ----------------------------------------------------------------------- | ----------------------------------------------------------------------- | ----------------------------------------------------------------------- | ----------------------------------------------------------------------- |
| 12-1-2003                                                               | San Diego                                                               | Giappone                                                                | 0 – 0                                                                   | Stati Uniti                                                             | Amichevole                                                              | -                                                                       |                                                                         |
| 19-3-2003                                                               | Bangkok                                                                 | Giappone                                                                | 9 – 0                                                                   | Thailandia                                                              | Amichevole                                                              | 2                                                                       |                                                                         |
| 11-6-2003                                                               | Bangkok                                                                 | Giappone                                                                | 7 – 0                                                                   | Guam                                                                    | Coppa d'Asia 2003                                                       | -                                                                       |                                                                         |
| 21-6-2003                                                               | Bangkok                                                                 | Giappone                                                                | 0 – 1                                                                   | Corea del Sud                                                           | Coppa d'Asia 2003                                                       | -                                                                       |                                                                         |
| 5-7-2003                                                                | Città del Messico                                                       | Giappone                                                                | 2 – 2                                                                   | Messico                                                                 | Qual. Mondiali 2003                                                     | -                                                                       |                                                                         |
| 18-12-2004                                                              | Tokyo                                                                   | Giappone                                                                | 11 – 0                                                                  | Taipei cinese                                                           | Amichevole                                                              | 3                                                                       |                                                                         |
| 21-5-2005                                                               | Tokyo                                                                   | Giappone                                                                | 6 – 0                                                                   | Nuova Zelanda                                                           | Amichevole                                                              | -                                                                       |                                                                         |
| 26-5-2005                                                               | Mosca                                                                   | Giappone                                                                | 4 – 2                                                                   | Russia                                                                  | Amichevole                                                              | -                                                                       |                                                                         |
| 28-5-2005                                                               | Mosca                                                                   | Giappone                                                                | 2 – 0                                                                   | Russia                                                                  | Amichevole                                                              | -                                                                       |                                                                         |
| 23-7-2005                                                               | Tokyo                                                                   | Giappone                                                                | 4 – 2                                                                   | Australia                                                               | Amichevole                                                              | 1                                                                       |                                                                         |
| 1-8-2005                                                                | Jeonju                                                                  | Giappone                                                                | 0 – 1                                                                   | Corea del Nord                                                          | Coppa dell'Asia orientale                                               | -                                                                       |                                                                         |
| 3-8-2005                                                                | Daejeon                                                                 | Giappone                                                                | 0 – 0                                                                   | Cina                                                                    | Coppa dell'Asia orientale                                               | -                                                                       |                                                                         |
| 6-8-2005                                                                | Taegu                                                                   | Giappone                                                                | 0 – 0                                                                   | Corea del Sud                                                           | Coppa dell'Asia orientale                                               | -                                                                       |                                                                         |
| 18-2-2006                                                               | Shizuoka                                                                | Giappone                                                                | 2 – 0                                                                   | Russia                                                                  | Amichevole                                                              | -                                                                       |                                                                         |
| 10-3-2006                                                               | Italia                                                                  | Giappone                                                                | 4 – 0                                                                   | Scozia                                                                  | Amichevole                                                              | -                                                                       |                                                                         |
| 12-3-2006                                                               | Venafro                                                                 | Giappone                                                                | 0 – 1                                                                   | Italia                                                                  | Amichevole                                                              | -                                                                       |                                                                         |
| 7-5-2006                                                                | Kumamoto                                                                | Giappone                                                                | 1 – 3                                                                   | Stati Uniti                                                             | Amichevole                                                              | -                                                                       |                                                                         |
| 9-5-2006                                                                | Osaka                                                                   | Giappone                                                                | 0 – 1                                                                   | Stati Uniti                                                             | Amichevole                                                              | -                                                                       |                                                                         |
| 19-7-2006                                                               | Adelaide                                                                | Giappone                                                                | 5 – 0                                                                   | Vietnam                                                                 | Coppa d'Asia 2006                                                       | -                                                                       |                                                                         |
| 21-7-2006                                                               | Adelaide                                                                | Giappone                                                                | 11 – 1                                                                  | Taipei cinese                                                           | Coppa d'Asia 2006                                                       | 1                                                                       |                                                                         |
| 23-7-2006                                                               | Adelaide                                                                | Giappone                                                                | 1 – 0                                                                   | Cina                                                                    | Coppa d'Asia 2006                                                       | -                                                                       |                                                                         |
| 27-7-2006                                                               | Adelaide                                                                | Giappone                                                                | 0 – 2                                                                   | Australia                                                               | Coppa d'Asia 2006                                                       | -                                                                       |                                                                         |
| 30-7-2006                                                               | Adelaide                                                                | Giappone                                                                | 2 – 3                                                                   | Corea del Nord                                                          | Coppa d'Asia 2006                                                       | -                                                                       |                                                                         |
| 19-11-2006                                                              | Chiba                                                                   | Giappone                                                                | 1 – 0                                                                   | Australia                                                               | Amichevole                                                              | 1                                                                       |                                                                         |
| 23-11-2006                                                              | Karlsruhe                                                               | Giappone                                                                | 3 – 6                                                                   | Germania                                                                | Amichevole                                                              | 1                                                                       |                                                                         |
| 4-12-2006                                                               | Doha                                                                    | Giappone                                                                | 4 – 0                                                                   | Thailandia                                                              | Giochi asiatici                                                         | 1                                                                       |                                                                         |
| 7-12-2006                                                               | Doha                                                                    | Giappone                                                                | 1 – 0                                                                   | Cina                                                                    | Giochi asiatici                                                         | -                                                                       |                                                                         |
| 10-12-2006                                                              | Doha                                                                    | Giappone                                                                | 3 – 1                                                                   | Corea del Sud                                                           | Giochi asiatici                                                         | -                                                                       |                                                                         |
| 13-12-2006                                                              | Doha                                                                    | Giappone                                                                | 0 – 0 dts (2 - 4 dtr)                                                   | Corea del Nord                                                          | Giochi asiatici                                                         | -                                                                       |                                                                         |
| 9-2-2007                                                                | Nicosia                                                                 | Giappone                                                                | 1 – 0                                                                   | Norvegia                                                                | Amichevole                                                              | 1                                                                       |                                                                         |
| 12-2-2007                                                               | Larnaca                                                                 | Giappone                                                                | 2 – 2                                                                   | Svezia                                                                  | Amichevole                                                              | -                                                                       |                                                                         |
| 14-2-2007                                                               | Larnaca                                                                 | Giappone                                                                | 2 – 0                                                                   | Scozia                                                                  | Amichevole                                                              | -                                                                       |                                                                         |
| 10-3-2007                                                               | Tokyo                                                                   | Giappone                                                                | 2 – 0                                                                   | Messico                                                                 | Qual. Mondiali 2007                                                     | -                                                                       |                                                                         |
| 17-3-2007                                                               | Toluca                                                                  | Messico                                                                 | 2 – 1                                                                   | Giappone                                                                | Qual. Mondiali 2007                                                     | -                                                                       |                                                                         |
| 7-4-2007                                                                | Tokyo                                                                   | Giappone                                                                | 2 – 0                                                                   | Vietnam                                                                 | Qual. Olimpiadi                                                         | -                                                                       |                                                                         |
| 15-4-2007                                                               | Bangkok                                                                 | Thailandia                                                              | 0 – 4                                                                   | Giappone                                                                | Qual. Olimpiadi                                                         | 2                                                                       |                                                                         |
| 3-6-2007                                                                | Tokyo                                                                   | Giappone                                                                | 6 – 1                                                                   | Corea del Sud                                                           | Qual. Olimpiadi                                                         | 1                                                                       |                                                                         |
| 10-6-2007                                                               | Bucheon                                                                 | Corea del Sud                                                           | 2 – 2                                                                   | Giappone                                                                | Qual. Olimpiadi                                                         | 1                                                                       |                                                                         |
| 28-7-2007                                                               | San Jose                                                                | Stati Uniti                                                             | 4 – 1                                                                   | Giappone                                                                | Amichevole                                                              | -                                                                       |                                                                         |
| 4-8-2007                                                                | Haiphong                                                                | Vietnam                                                                 | 0 – 8                                                                   | Giappone                                                                | Qual. Olimpiadi                                                         | 2                                                                       |                                                                         |
| 12-8-2007                                                               | Tokyo                                                                   | Giappone                                                                | 5 – 0                                                                   | Thailandia                                                              | Qual. Olimpiadi                                                         | 1                                                                       |                                                                         |
| 30-8-2007                                                               | Tokyo                                                                   | Giappone                                                                | 0 – 0                                                                   | Canada                                                                  | Amichevole                                                              | -                                                                       |                                                                         |
| 2-9-2007                                                                | Chiba                                                                   | Giappone                                                                | 2 – 1                                                                   | Brasile                                                                 | Amichevole                                                              | -                                                                       |                                                                         |
| 11-9-2007                                                               | Shanghai                                                                | Giappone                                                                | 2 – 2                                                                   | Inghilterra                                                             | Mondiali 2007                                                           | -                                                                       |                                                                         |
| 14-9-2007                                                               | Shanghai                                                                | Giappone                                                                | 1 – 0                                                                   | Argentina                                                               | Mondiali 2007                                                           | -                                                                       |                                                                         |
| 17-9-2007                                                               | Hangzhou                                                                | Giappone                                                                | 0 – 2                                                                   | Germania                                                                | Mondiali 2007                                                           | -                                                                       |                                                                         |
| 18-2-2008                                                               | Chongqing                                                               | Giappone                                                                | 3 – 2                                                                   | Corea del Nord                                                          | Coppa dell'Asia orientale                                               | -                                                                       |                                                                         |
| 21-2-2008                                                               | Chongqing                                                               | Giappone                                                                | 2 – 1                                                                   | Corea del Sud                                                           | Coppa dell'Asia orientale                                               | 1                                                                       |                                                                         |
| 24-2-2008                                                               | Chongqing                                                               | Cina                                                                    | 0 – 3                                                                   | Giappone                                                                | Coppa dell'Asia orientale                                               | 2                                                                       |                                                                         |
| 7-3-2008                                                                | Larnaca                                                                 | Giappone                                                                | 0 – 3                                                                   | Canada                                                                  | Cyprus Cup 2008                                                         | -                                                                       |                                                                         |
| 10-3-2008                                                               | Cipro                                                                   | Giappone                                                                | 3 – 1                                                                   | Russia                                                                  | Cyprus Cup 2008                                                         | 1                                                                       |                                                                         |
| 12-3-2008                                                               | Larnaca                                                                 | Giappone                                                                | 2 – 1                                                                   | Paesi Bassi                                                             | Cyprus Cup 2008                                                         | -                                                                       |                                                                         |
| 29-5-2008                                                               | Ho Chi Minh                                                             | Giappone                                                                | 1 – 3                                                                   | Corea del Sud                                                           | Coppa d'Asia 2008                                                       | -                                                                       |                                                                         |
| 31-5-2008                                                               | Ho Chi Minh                                                             | Giappone                                                                | 11 – 0                                                                  | Taipei cinese                                                           | Coppa d'Asia 2008                                                       | -                                                                       |                                                                         |
| 2-6-2008                                                                | Ho Chi Minh                                                             | Giappone                                                                | 3 – 1                                                                   | Australia                                                               | Coppa d'Asia 2008                                                       | -                                                                       |                                                                         |
| 5-6-2008                                                                | Ho Chi Minh                                                             | Giappone                                                                | 1 – 3                                                                   | Cina                                                                    | Coppa d'Asia 2008                                                       | -                                                                       |                                                                         |
| 8-6-2008                                                                | Ho Chi Minh                                                             | Giappone                                                                | 3 – 0                                                                   | Australia                                                               | Coppa d'Asia 2008                                                       | -                                                                       |                                                                         |
| 24-7-2008                                                               | Kobe                                                                    | Giappone                                                                | 3 – 0                                                                   | Australia                                                               | Amichevole                                                              | -                                                                       |                                                                         |
| 29-7-2008                                                               | Tokyo                                                                   | Giappone                                                                | 2 – 0                                                                   | Australia                                                               | Amichevole                                                              | 1                                                                       |                                                                         |
| 6-8-2008                                                                | Qinhuangdao                                                             | Giappone                                                                | 2 – 2                                                                   | Nuova Zelanda                                                           | Olimpiadi 2008                                                          | -                                                                       |                                                                         |
| 9-8-2008                                                                | Qinhuangdao                                                             | Giappone                                                                | 0 – 1                                                                   | Stati Uniti                                                             | Olimpiadi 2008                                                          | -                                                                       |                                                                         |
| 12-8-2008                                                               | Shanghai                                                                | Giappone                                                                | 5 – 1                                                                   | Norvegia                                                                | Olimpiadi 2008                                                          | 1                                                                       |                                                                         |
| 15-8-2008                                                               | Qinhuangdao                                                             | Cina                                                                    | 0 – 2                                                                   | Giappone                                                                | Olimpiadi 2008                                                          | -                                                                       |                                                                         |
| 18-8-2008                                                               | Shanghai                                                                | Giappone                                                                | 2 – 4                                                                   | Stati Uniti                                                             | Olimpiadi 2008                                                          | 1                                                                       |                                                                         |
| 21-8-2008                                                               | Pechino                                                                 | Giappone                                                                | 0 – 2                                                                   | Germania                                                                | Olimpiadi 2008                                                          | -                                                                       |                                                                         |
| 29-7-2009                                                               | Germania                                                                | Germania                                                                | 0 – 0                                                                   | Giappone                                                                | Amichevole                                                              | -                                                                       |                                                                         |
| 1-8-2009                                                                | Francia                                                                 | Francia                                                                 | 0 – 4                                                                   | Giappone                                                                | Amichevole                                                              | 1                                                                       |                                                                         |
| 14-11-2009                                                              | Saitama                                                                 | Giappone                                                                | 2 – 1                                                                   | Nuova Zelanda                                                           | Amichevole                                                              | 1                                                                       |                                                                         |
| 15-1-2010                                                               | Coquimbo                                                                | Cile                                                                    | 1 – 1                                                                   | Giappone                                                                | Bicentennial Women's Cup                                                | -                                                                       |                                                                         |
| 21-1-2010                                                               | Coquimbo                                                                | Giappone                                                                | 4 – 2                                                                   | Colombia                                                                | Bicentennial Women's Cup                                                | -                                                                       |                                                                         |
| 23-1-2010                                                               | Coquimbo                                                                | Giappone                                                                | 3 – 0                                                                   | Argentina                                                               | Bicentennial Women's Cup                                                | -                                                                       |                                                                         |
| 6-2-2010                                                                | Tokyo                                                                   | Giappone                                                                | 2 – 0                                                                   | Cina                                                                    | Coppa dell'Asia orientale                                               | -                                                                       |                                                                         |
| 13-2-2010                                                               | Tokyo                                                                   | Giappone                                                                | 2 – 1                                                                   | Corea del Sud                                                           | Coppa dell'Asia orientale                                               | 1                                                                       |                                                                         |
| 8-5-2010                                                                | Nagano                                                                  | Giappone                                                                | 4 – 0                                                                   | Messico                                                                 | Amichevole                                                              | 2                                                                       |                                                                         |
| 11-5-2010                                                               | Niigata                                                                 | Giappone                                                                | 3 – 0                                                                   | Messico                                                                 | Amichevole                                                              | 1                                                                       |                                                                         |
| 20-5-2010                                                               | Chengdu                                                                 | Giappone                                                                | 8 – 0                                                                   | Birmania                                                                | Coppa d'Asia 2010                                                       | -                                                                       |                                                                         |
| 14-11-2010                                                              | Guangzhou                                                               | Giappone                                                                | 4 – 0                                                                   | Thailandia                                                              | Giochi asiatici                                                         | 1                                                                       |                                                                         |
| 18-11-2010                                                              | Guangzhou                                                               | Giappone                                                                | 0 – 0                                                                   | Corea del Nord                                                          | Giochi asiatici                                                         | -                                                                       |                                                                         |
| 20-11-2010                                                              | Guangzhou                                                               | Cina                                                                    | 0 – 1                                                                   | Giappone                                                                | Giochi asiatici                                                         | 1                                                                       |                                                                         |
| 22-11-2010                                                              | Guangzhou                                                               | Giappone                                                                | 1 – 0                                                                   | Corea del Nord                                                          | Giochi asiatici                                                         | -                                                                       |                                                                         |
| 2-3-2011                                                                | Algarve                                                                 | Giappone                                                                | 1 – 2                                                                   | Stati Uniti                                                             | Algarve Cup 2011                                                        | -                                                                       |                                                                         |
| 4-3-2011                                                                | Algarve                                                                 | Giappone                                                                | 5 – 0                                                                   | Finlandia                                                               | Algarve Cup 2011                                                        | 1                                                                       |                                                                         |
| 7-3-2011                                                                | Algarve                                                                 | Giappone                                                                | 1 – 0                                                                   | Norvegia                                                                | Algarve Cup 2011                                                        | -                                                                       |                                                                         |
| 9-3-2011                                                                | Algarve                                                                 | Giappone                                                                | 2 – 1                                                                   | Svezia                                                                  | Algarve Cup 2011                                                        | -                                                                       |                                                                         |
| 14-5-2011                                                               | Columbus                                                                | Stati Uniti                                                             | 2 – 0                                                                   | Giappone                                                                | Amichevole                                                              | -                                                                       |                                                                         |
| 18-5-2011                                                               | Cary                                                                    | Stati Uniti                                                             | 2 – 0                                                                   | Giappone                                                                | Amichevole                                                              | -                                                                       |                                                                         |
| 18-6-2011                                                               | Matsuyama                                                               | Giappone                                                                | 1 – 1                                                                   | Corea del Sud                                                           | Amichevole                                                              | -                                                                       |                                                                         |
| 27-6-2011                                                               | Bochum                                                                  | Giappone                                                                | 2 – 1                                                                   | Nuova Zelanda                                                           | Mondiali 2011                                                           | -                                                                       |                                                                         |
| 1-7-2011                                                                | Leverkusen                                                              | Giappone                                                                | 4 – 0                                                                   | Messico                                                                 | Mondiali 2011                                                           | 1                                                                       |                                                                         |
| 5-7-2011                                                                | Augusta                                                                 | Giappone                                                                | 0 – 2                                                                   | Inghilterra                                                             | Mondiali 2011                                                           | -                                                                       |                                                                         |
| 9-7-2011                                                                | Wolfsburg                                                               | Germania                                                                | 0 – 1                                                                   | Giappone                                                                | Mondiali 2011                                                           | -                                                                       |                                                                         |
| 13-7-2011                                                               | Francoforte sul Meno                                                    | Giappone                                                                | 3 – 1                                                                   | Svezia                                                                  | Mondiali 2011                                                           | -                                                                       |                                                                         |
| 17-7-2011                                                               | Francoforte sul Meno                                                    | Giappone                                                                | 2 – 2 dts (3 - 1 dtr)                                                   | Stati Uniti                                                             | Mondiali 2011                                                           | -                                                                       |                                                                         |
| 1-9-2011                                                                | Shandong                                                                | Giappone                                                                | 3 – 0                                                                   | Thailandia                                                              | Qual. Olimpiadi                                                         | -                                                                       |                                                                         |
| 3-9-2011                                                                | Jinan                                                                   | Giappone                                                                | 2 – 1                                                                   | Corea del Sud                                                           | Qual. Olimpiadi                                                         | 1                                                                       |                                                                         |
| 5-9-2011                                                                | Shandong                                                                | Giappone                                                                | 1 – 0                                                                   | Australia                                                               | Qual. Olimpiadi                                                         | -                                                                       |                                                                         |
| 8-9-2011                                                                | Shandong                                                                | Giappone                                                                | 1 – 1                                                                   | Corea del Nord                                                          | Qual. Olimpiadi                                                         | -                                                                       |                                                                         |
| 29-2-2012                                                               | Algarve                                                                 | Giappone                                                                | 2 – 1                                                                   | Norvegia                                                                | Algarve Cup 2012                                                        | -                                                                       |                                                                         |
| 2-3-2012                                                                | Algarve                                                                 | Giappone                                                                | 2 – 0                                                                   | Danimarca                                                               | Algarve Cup 2012                                                        | 1                                                                       |                                                                         |
| 5-3-2012                                                                | Algarve                                                                 | Giappone                                                                | 1 – 0                                                                   | Stati Uniti                                                             | Algarve Cup 2012                                                        | -                                                                       |                                                                         |
| 7-3-2012                                                                | Algarve                                                                 | Giappone                                                                | 3 – 4                                                                   | Germania                                                                | Algarve Cup 2012                                                        | -                                                                       |                                                                         |
| 1-4-2012                                                                | Sendai                                                                  | Giappone                                                                | 1 – 1                                                                   | Stati Uniti                                                             | Amichevole                                                              | -                                                                       |                                                                         |
| 5-4-2012                                                                | Kobe                                                                    | Giappone                                                                | 4 – 1                                                                   | Brasile                                                                 | Amichevole                                                              | -                                                                       |                                                                         |
| 18-6-2012                                                               | Halmstad                                                                | Giappone                                                                | 1 – 4                                                                   | Stati Uniti                                                             | Amichevole                                                              | -                                                                       |                                                                         |
| 20-6-2012                                                               | Göteborg                                                                | Svezia                                                                  | 0 – 1                                                                   | Giappone                                                                | Amichevole                                                              | -                                                                       |                                                                         |
| 11-7-2012                                                               | Tokyo                                                                   | Giappone                                                                | 3 – 0                                                                   | Australia                                                               | Amichevole                                                              | -                                                                       |                                                                         |
| 19-7-2012                                                               | Parigi                                                                  | Francia                                                                 | 2 – 0                                                                   | Giappone                                                                | Amichevole                                                              | -                                                                       |                                                                         |
| 25-7-2012                                                               | Coventry                                                                | Giappone                                                                | 2 – 1                                                                   | Canada                                                                  | Olimpiadi 2012                                                          | -                                                                       |                                                                         |
| 28-7-2012                                                               | Coventry                                                                | Giappone                                                                | 0 – 0                                                                   | Svezia                                                                  | Olimpiadi 2012                                                          | -                                                                       |                                                                         |
| 3-8-2012                                                                | Cardiff                                                                 | Giappone                                                                | 2 – 0                                                                   | Brasile                                                                 | Olimpiadi 2012                                                          | 1                                                                       |                                                                         |
| 6-8-2012                                                                | Londra                                                                  | Giappone                                                                | 2 – 1                                                                   | Francia                                                                 | Olimpiadi 2012                                                          | -                                                                       |                                                                         |
| 9-8-2012                                                                | Londra                                                                  | Giappone                                                                | 1 – 2                                                                   | Stati Uniti                                                             | Olimpiadi 2012                                                          | -                                                                       |                                                                         |
| 20-6-2013                                                               | Tosu                                                                    | Giappone                                                                | 1 – 1                                                                   | Nuova Zelanda                                                           | Amichevole                                                              | -                                                                       |                                                                         |
| 26-6-2013                                                               | Staffordshire                                                           | Inghilterra                                                             | 1 – 1                                                                   | Giappone                                                                | Amichevole                                                              | -                                                                       |                                                                         |
| 29-6-2013                                                               | Monaco di Baviera                                                       | Germania                                                                | 4 – 2                                                                   | Giappone                                                                | Amichevole                                                              | 1                                                                       |                                                                         |
| 20-7-2013                                                               | Seul                                                                    | Giappone                                                                | 2 – 0                                                                   | Cina                                                                    | Coppa dell'Asia orientale                                               | -                                                                       |                                                                         |
| 25-7-2013                                                               | Hwaseong                                                                | Giappone                                                                | 0 – 0                                                                   | Corea del Nord                                                          | Coppa dell'Asia orientale                                               | -                                                                       |                                                                         |
| 27-7-2013                                                               | Seul                                                                    | Corea del Sud                                                           | 2 – 1                                                                   | Giappone                                                                | Coppa dell'Asia orientale                                               | -                                                                       |                                                                         |
| 26-9-2013                                                               | Chiba                                                                   | Giappone                                                                | 2 – 0                                                                   | Nigeria                                                                 | Amichevole                                                              | -                                                                       |                                                                         |
| 5-3-2014                                                                | Algarve                                                                 | Giappone                                                                | 1 – 1                                                                   | Stati Uniti                                                             | Algarve Cup 2014                                                        | -                                                                       |                                                                         |
| 7-3-2014                                                                | Algarve                                                                 | Giappone                                                                | 1 – 0                                                                   | Danimarca                                                               | Algarve Cup 2014                                                        | -                                                                       |                                                                         |
| 10-3-2014                                                               | Algarve                                                                 | Giappone                                                                | 2 – 1                                                                   | Svezia                                                                  | Algarve Cup 2014                                                        | -                                                                       |                                                                         |
| 12-3-2014                                                               | Algarve                                                                 | Giappone                                                                | 0 – 3                                                                   | Germania                                                                | Algarve Cup 2014                                                        | -                                                                       |                                                                         |
| 25-10-2014                                                              | Edmonton                                                                | Canada                                                                  | 0 – 3                                                                   | Giappone                                                                | Amichevole                                                              | -                                                                       |                                                                         |
| 28-10-2014                                                              | Vancouver                                                               | Canada                                                                  | 2 – 3                                                                   | Giappone                                                                | Amichevole                                                              | -                                                                       |                                                                         |
| 4-3-2015                                                                | Algarve                                                                 | Giappone                                                                | 1 – 2                                                                   | Danimarca                                                               | Algarve Cup 2015                                                        | -                                                                       |                                                                         |
| 9-3-2015                                                                | Algarve                                                                 | Giappone                                                                | 1 – 3                                                                   | Francia                                                                 | Algarve Cup 2015                                                        | -                                                                       |                                                                         |
| 11-3-2015                                                               | Algarve                                                                 | Giappone                                                                | 2 – 0                                                                   | Islanda                                                                 | Algarve Cup 2015                                                        | -                                                                       |                                                                         |
| 24-5-2015                                                               | Marugame                                                                | Giappone                                                                | 1 – 0                                                                   | Nuova Zelanda                                                           | Amichevole                                                              | -                                                                       |                                                                         |
| 28-5-2015                                                               | Nagano                                                                  | Giappone                                                                | 1 – 0                                                                   | Italia                                                                  | Amichevole                                                              | -                                                                       |                                                                         |
| 8-6-2015                                                                | Vancouver                                                               | Giappone                                                                | 1 – 0                                                                   | Svizzera                                                                | Mondiali 2015                                                           | -                                                                       |                                                                         |
| 12-6-2015                                                               | Vancouver                                                               | Giappone                                                                | 2 – 1                                                                   | Camerun                                                                 | Mondiali 2015                                                           | -                                                                       |                                                                         |
| 16-6-2015                                                               | Winnipeg                                                                | Giappone                                                                | 1 – 0                                                                   | Ecuador                                                                 | Mondiali 2015                                                           | -                                                                       |                                                                         |
| 23-6-2015                                                               | Vancouver                                                               | Giappone                                                                | 2 – 1                                                                   | Paesi Bassi                                                             | Mondiali 2015                                                           | -                                                                       |                                                                         |
| 27-6-2015                                                               | Edmonton                                                                | Giappone                                                                | 1 – 0                                                                   | Australia                                                               | Mondiali 2015                                                           | -                                                                       |                                                                         |
| 1-7-2015                                                                | Edmonton                                                                | Giappone                                                                | 2 – 1                                                                   | Inghilterra                                                             | Mondiali 2015                                                           | -                                                                       |                                                                         |
| 5-7-2015                                                                | Vancouver                                                               | Giappone                                                                | 2 – 5                                                                   | Stati Uniti                                                             | Mondiali 2015                                                           | -                                                                       |                                                                         |
| 29-2-2016                                                               | Osaka                                                                   | Giappone                                                                | 1 – 3                                                                   | Australia                                                               | Qual. Olimpiadi                                                         | -                                                                       |                                                                         |
| 7-3-2016                                                                | Osaka                                                                   | Giappone                                                                | 6 – 1                                                                   | Vietnam                                                                 | Qual. Olimpiadi                                                         | 1                                                                       |                                                                         |
| Totale                                                                  |                                                                         | Presenze                                                                | 139                                                                     |                                                                         | Reti                                                                    | 40                                                                      |                                                                         |

## Palmarès

### Club

#### Competizioni nazionali
- Nadeshiko League Division 1: 10

NTV Beleza: 2000, 2001, 2002, 2005, 2006, 2007, 2008, 2010
INAC Kobe Leonessa: 2011, 2012
- Coppa dell'Imperatrice: 8

NTV Beleza: 2000, 2004, 2005, 2007, 2008, 2009
INAC Kobe Leonessa: 2011, 2012
- L. League Cup: 2

NTV Beleza: 2007, 2010
- Campionato francese femminile di calcio: 1

Olympique Lione: 2012-2013
- Coppa di Francia: 1

Olympique Lione: 2012-2013
- Women's FA Cup: 1

Arsenal: 2013-2014

#### Competizioni internazionali
- Campionato femminile di Lega giapponese e sudcoreana: 1

INAC Kobe Leonessa: 2012

### Nazionale
- Campionato mondiale femminile di calcio: 1

2011

### Individuale
- All Star Team

2011
- Nadeshiko League Division 1
  - Miglior giocatrice: 2005, 2007, 2010
  - Capocannoniere: 2007, 2008, 2010, 2011
  - Migliori 11: 2001, 2002, 2005, 2006, 2007, 2008, 2009, 2010, 2011